# ملكة جمال الكون 2001
ملكة جمال الكون 2001 هي مسابقة ملكة جمال الكون الخمسين في تاريخ مسابقة ملكة جمال الكون منذ انطلاقتها عام 1952، تم عقد مسابقة في 11 مايو 2001 في كوليسيو روبن رودريغيز في بايامون، بورتوريكو. شهد هذا العام تنافس 77 متسابقة تنافسوا على اللقب، في نهاية الحدث توجت دينيس كوينيس من بورتوريكو من قبل ملكة جمال الكون السابقة لارا دوتا من الهند.

## النتائج

### المراكز النهائية
| النتائج النهائية     | المتنافسة |
| -------------------- | --- |
| ملكة جمال الكون 2001 | - بورتوريكو - دينيس كينونيس                                                                                                   |
| الوصيفة الأولى       | - اليونان - ايفيلينا بابانتونيو                                                                                               |
| الوصيفة الثانية      | - الولايات المتحدة - كانديس كروغر                                                                                             |
| الوصيفة الثالثة      | - فنزويلا - إيفا إيكفال † |
| الوصيفة الرابعة      | - الهند - سيلينا جيتلي |
| أفضل 10              | - فرنسا - إلدوي غوسوين - إسرائيل - ايلانيت ليفي - نيجيريا - أغباني داريغو - روسيا - أوكسانا كالانديريتس - إسبانيا - إيفا سيسو |

### نتيجة المسابقة النهائية
| \| بلد \| فستان سهرة \| ملابس السباحة \| متوسط \| \| ---------------- \| ---------- \| ------------- \| --------- \| \| بورتوريكو \| 9.74 (1) \| 9.61 (1) \| 9.68 (1) \| \| اليونان \| 9.66 (2) \| 9.45 (2) \| 9.56 (2) \| \| الولايات المتحدة \| 9.45 (4) \| 9.37 (3) \| 9.41 (3) \| \| فنزويلا \| 9.52 (3) \| 9.23 (5) \| 9.38 (4) \| \| الهند \| 9.35 (6) \| 9.28 (4) \| 9.32 (5) \| \| إسبانيا \| 9.41 (5) \| 9.16 (6) \| 9.29 (6) \| \| نيجيريا \| 9.33 (7) \| 9.10 (7) \| 9.22 (7) \| \| إسرائيل \| 9.26 (8) \| 9.03 (9) \| 9.15 (8) \| \| روسيا \| 9.14 (9) \| 9.00 (10) \| 9.07 (9) \| \| فرنسا \| 8.99 (10) \| 9.10 (7) \| 9.05 (10) \| | الفائزة الوصيفة الأولى الوصيفة الثانية الوصيفة الثالثة الوصيفة الرابعة أفضل 10 لاعبين في نصف النهائي (#) الترتيب في كل جولة من جولات المنافسة |               |           |
| بلد | فستان سهرة | ملابس السباحة | متوسط     |
| بورتوريكو | 9.74 (1) | 9.61 (1)      | 9.68 (1)  |
| اليونان | 9.66 (2) | 9.45 (2)      | 9.56 (2)  |
| الولايات المتحدة | 9.45 (4) | 9.37 (3)      | 9.41 (3)  |
| فنزويلا | 9.52 (3) | 9.23 (5)      | 9.38 (4)  |
| الهند | 9.35 (6) | 9.28 (4)      | 9.32 (5)  |
| إسبانيا | 9.41 (5) | 9.16 (6)      | 9.29 (6)  |
| نيجيريا | 9.33 (7) | 9.10 (7)      | 9.22 (7)  |
| إسرائيل | 9.26 (8) | 9.03 (9)      | 9.15 (8)  |
| روسيا | 9.14 (9) | 9.00 (10)     | 9.07 (9)  |
| فرنسا | 8.99 (10) | 9.10 (7)      | 9.05 (10) |

## المتسابقات
- أنغولا - هيديانث كوسيما
- أنتيغوا - جانيل بيرد
- الأرجنتين - رومينا انسيكو
- أروبا - دينيس بالينج
- جزر البهاما - ناكيرا سيمز
- بلجيكا - دينا ترساغو
- بوليفيا  - كلوديا أرانو
- البرازيل - جوليانا بورجيس
- جزر العذراء البريطانية - كيسي فريت
- بلغاريا - إيفيلا باكالوفا
- كندا - كريستينا ريمون
- جزر كايمان - جاكلين بوش
- تشيلي - كارولينا أندريا جاميز غالاردو
- كولومبيا - أندريا ماريا نوسيتش
- كوستاريكا - باولا كالديرون هات
- كرواتيا - مايا سيسيتش فيدوش
- قبرص - فاطيما سانت جاغو
- جمهورية التشيك - ستيلا ديميتريو
- الدنمارك - بيترا كوكاروفا
- جمهورية الدومينيكان - كلوديا كروز دي لوس سانتوس
- الإكوادور - جيسيكا بيرموديز
- مصر - سارة شاهين
- السلفادور - ديانا بيتسي غيريرو
- إستونيا - إينا روس
- فنلندا - هايدي ويلمان
- فرنسا - إلودي غوسوان
- ألمانيا - كلوديا بيشستين
- غانا - بريشوس أجيار
- اليونان - إيفيلينا بابانتونيو
- غواتيمالا - روزا ماريا كاستانيدا
- هندوراس - أولينكا فوشيتش
- المجر - أغنيس هيلبرت
- الهند - سيلينا جيتلي
- أيرلندا - ليزلي تورنر
- إسرائيل - إيلانيت ليفي
- إيطاليا - ستيفانيا ماريا
- جامايكا - زهرة بورتون
- اليابان - ميساو أراوتشي
- كوريا - كيم سا رانج
- لبنان - ساندرا رزق
- ماليزيا - تونغ مي تشين
- مالطا - روزالي ثيما
- المكسيك - جاكلين براكامونتس
- هولندا - ريشما روبرام
- نيوزيلندا - كاتيو نيهوا
- نيكاراغوا - ليجيا كريستينا أرغويلو روا
- نيجيريا - أغباني دارجو
- جزر ماريانا الشمالية - جانيت كينغ
- النرويج - ليندا مارشال
- بنما - إيفيت كوردوفيز
- باراغواي - روزماري بريتيز
- بيرو - فيفيانا ريفاسبلاتا
- الفلبين - زورايدا روث أندام
- بولندا - مونيكا جرودا
- البرتغال - تيلما سانتوس
- بورتوريكو - دينيس كوينونيس
- روسيا - أوكسانا كالانديريتس
- سنغافورة - خايمي تيو
- سلوفاكيا - سوزانا باستوروفا
- سلوفينيا - مينكا ألاجيتش
- جنوب أفريقيا - جو آن شتراوس
- إسبانيا - إيفا سيسو
- السويد - مالين أولسون
- سويسرا - مهارة ماكاي
- تايوان - هسين تينغ تشيانغ
- تايلاند  - وارنثورن بادونجفيثي
- ترينيداد وتوباغو - أليكسيا شارليري
- تركيا - سيديف إيفيتشي
- جزر توركس وكايكوس - شيرين نوفي جاردينر
- أوكرانيا - يوليا لينوفا
- الأوروغواي - كارلا بياجيو
- الولايات المتحدة  - كانديس كروجر
- جزر العذراء الأمريكية - ليزا هسيبا وين
- فنزويلا - إيفا إيكفال †
- يوغوسلافيا - آنا يانكوفيتش
- زيمبابوي - تسونغاي موسويراكويندا

## الروابط الخارجية
- موقع ملكة جمال الكون الرسمي